# Universidade Federal de Minas Gerais
Univerzita Minas Gerais (Universidade Federal de Minas Gerais, zkratka UFMG) je jednou z nejvýznamnějších vysokých škol v Brazílii. Sídlí v brazilském státě Minas Gerais. Na univerzitě studuje přibližně 49 254 studentů.

## Fotogalerie

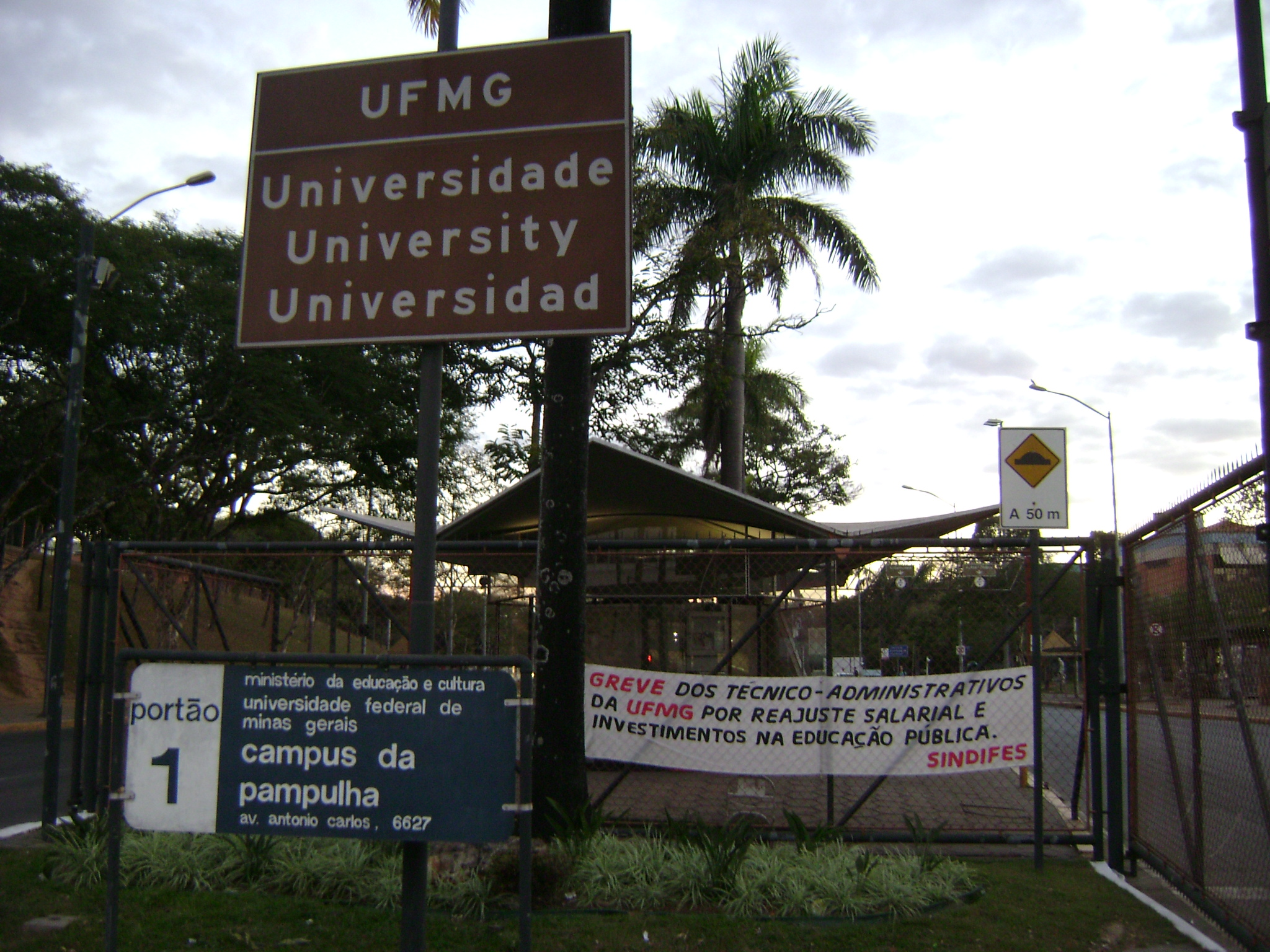
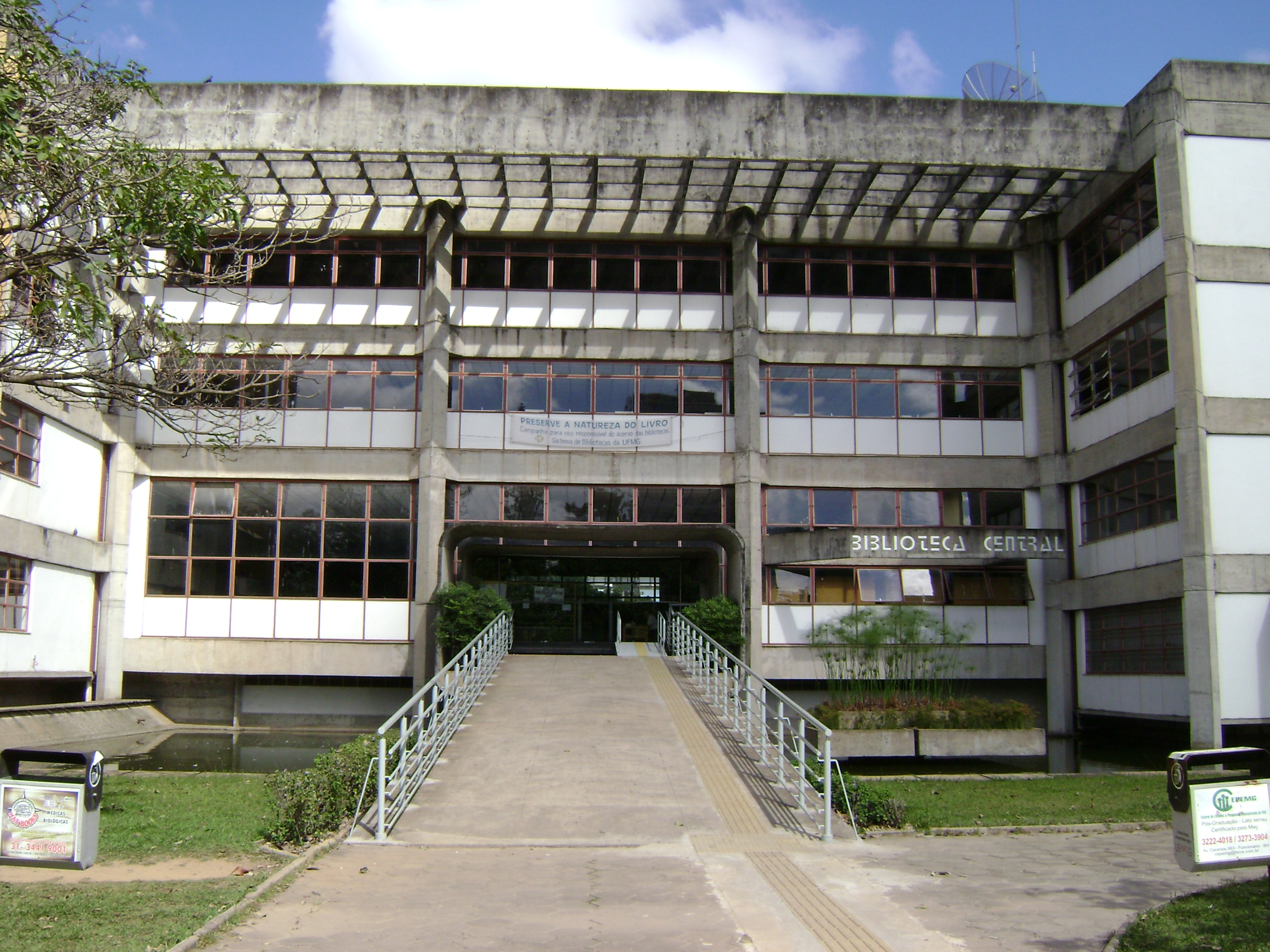
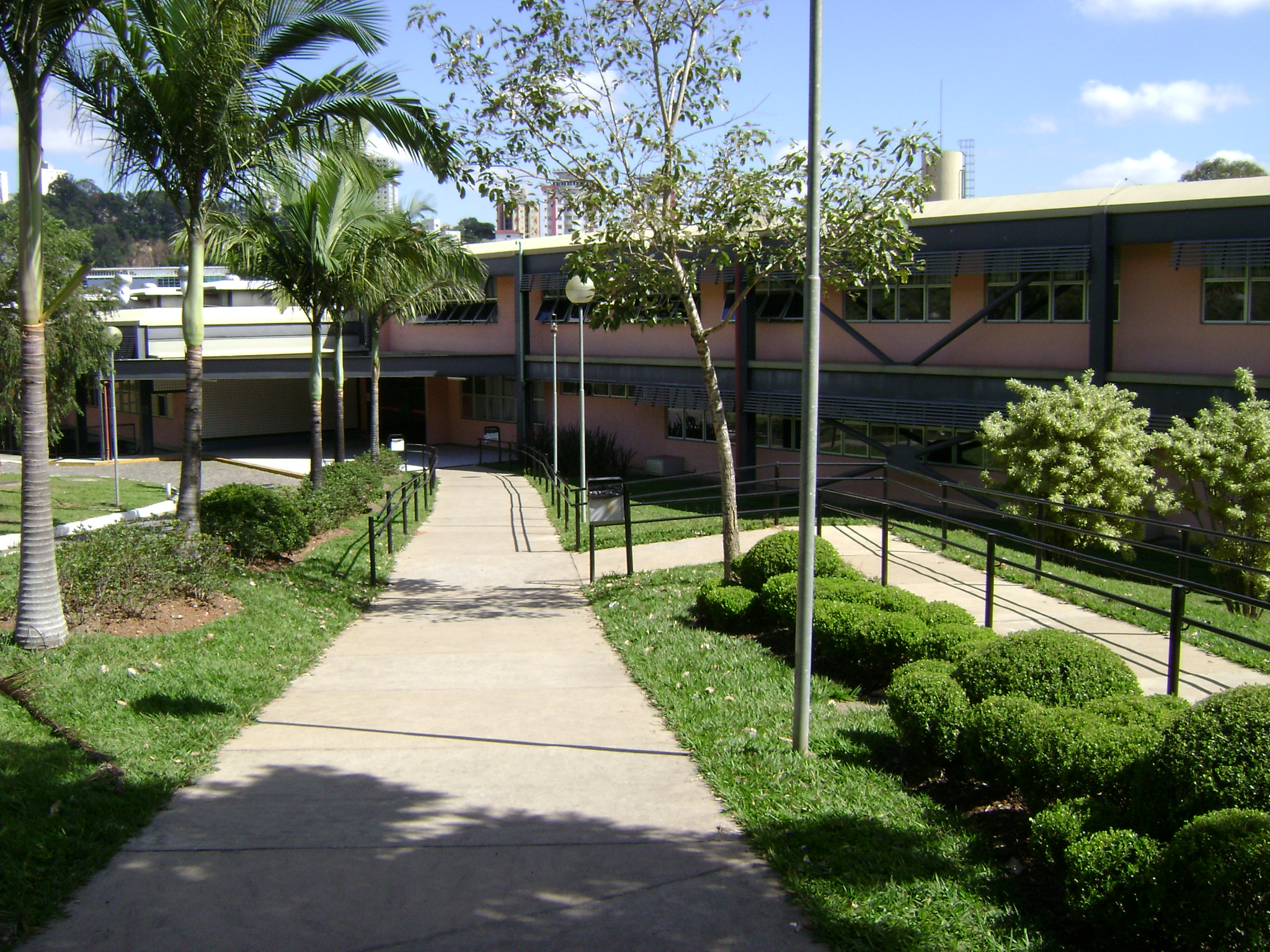
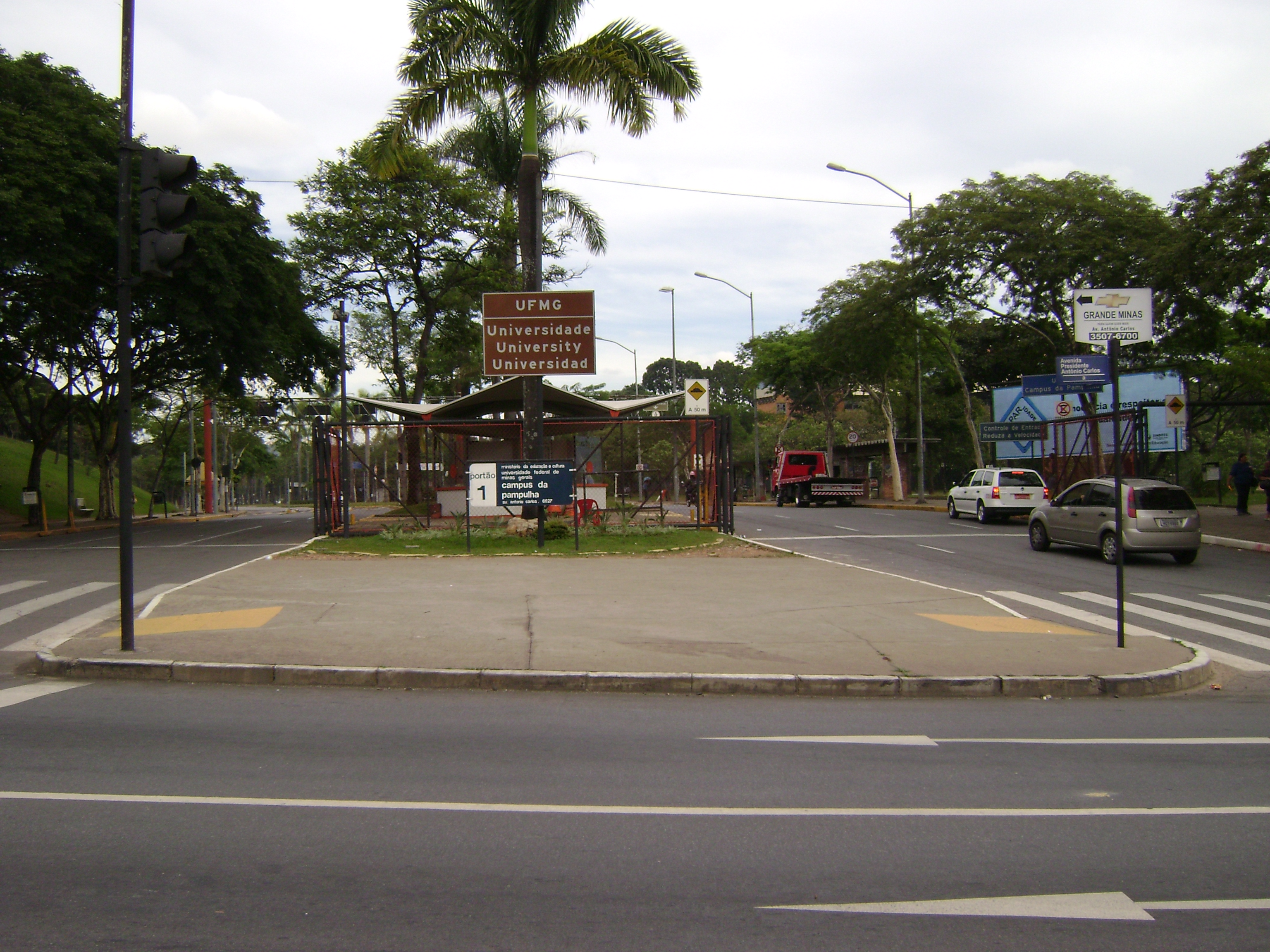